# Château-d'Olonne
Château-d'Olonne is een plaats en voormalige gemeente in het Franse departement Vendée in de regio Pays de la Loire en telt 12.908 inwoners (1999). De plaats maakt deel uit van het arrondissement Les Sables-d'Olonne.

## Geschiedenis
Tot de Franse Revolutie bestond er de benedictijnenabdij Saint-Jean d'Orbestier.
Op 1 januari 2019 werden Château-d'Olonne en Olonne-sur-Mer opgenomen in Les Sables-d'Olonne, die daarmee de status van commune nouvelle kreeg. De voormalige gemeenten kregen de status van commune déléguée maar op 4 februari van dat jaar werd deze status al weer opgeheven door de gemeenteraad van Les Sables-d'Olonne.

## Geografie
De oppervlakte van Château-d'Olonne bedraagt 31,2 km², de bevolkingsdichtheid is 413,7 inwoners per km².
De onderstaande kaart toont de ligging van Château-d'Olonne met de belangrijkste infrastructuur en aangrenzende gemeenten.

## Demografie
Onderstaande figuur toont het verloop van het inwonertal (bron: INSEE-tellingen).
Château-d'Olonne · Olonne-sur-Mer · Les Sables-d'Olonne